# Sphingicampa modena
Sphingicampa modena är en fjärilsart som beskrevs av Dyar 1913. Sphingicampa modena ingår i släktet Sphingicampa och familjen påfågelsspinnare. Inga underarter finns listade i Catalogue of Life.